# SS Conte Biancamano
O SS Conte Biancamano foi um navio transatlântico criado em 1925 e tinha capacidade para 3.450 passageiros, era irmão do SS Conte Grande. No mesmo fez sua viagem inaugural entre Gênova e Nova Iorque. No início da Segunda Guerra Mundial foi apreendido pelos Estados Unidos em 1941. Começou a ser navio da Marinha Americana, sendo devolvido a Linha Italiana em 1947. Ao voltar para Itália a capacidade aumentou para 4.260 passageiros e passou por reformas estruturais. Em 26 de março de 1960, ele iniciou sua última viagem em Génova - Nápoles - Barcelona - Lisboa - Halifax - Nova Iorque percurso e em sua viagem de retorno. Em 1964 foi para o Museu Nacional da Ciência e Tecnologia Leonardo Da Vinci.